# Callipogon barbatus
Callipogon barbatus (лат.) — крупный жук из рода Callipogon, семейства Усачи.

## Описание
Длина тела в среднем около 85 мм. Длина тела самок — 50—60 мм, самцов до 95 мм. Голова и переднеспинка чёрные. Надкрылья красновато-коричневые, или светло-коричневые с красноватым оттенком. Голова, переднеспинка покрыты бело-желтоватыми волосками. У самцов имеются сильно развитые жвалы, на внутренней стороне покрытые длинными светло-коричневыми и рыжими волосками. Мандибулы самки гораздо короче, чем у самца.
Усики тёмно-коричневые, длиной до 80 мм.

## Ареал
Центральная Америка, Мексика, Гватемала.

## Изменчивость
В виде описан один вариетет:
- Callipogon barbatus var. ornatus Bates, 1879